# Tádzsikisztán hívójelkörzetei
Tádzsikisztán számára az ITU az EY hívójelprefixeket osztotta ki.
A Szovjetunió fenhatósága alatt 1992-ig használták még az RJ, UJ hívójelprefixeket.

## Tádzsikisztán hívójelkörzetei[1][2][3][4]
| Prefix | Körzet | Hely/jelleg                      |
| ------ | ------ | -------------------------------- |
| EY     | [0..3] | Tadjikistan Amateur Radio League |
| EY     | 4      | Hegyi-Badahsán                   |
| EY     | 5      | Hatlon                           |
| EY     | 6      | Hatlon                           |
| EY     | 7      | Szugd                            |
| EY     | 8      | Fővárosi körzet                  |
| EY     | 9      | Fővárosi körzet                  |

## Lajstromjel
Vízi és légi járművek lajstromjelezéséhez az EY prefixet használják.